# Ljosland
Ljosland is een gehucht in de gemeente Åseral in Agder in Noorwegen. Het ligt aan de rand van een skigebied dat naar het gehucht vernoemd is. Naast toeristenhutten en een berghotel  staat er een kapel uit 1959.